# Argo Tractors
Argo Tractors S.p.A. (Eigenschreibweise ARGO) ist eine Firmengruppe mit Sitz in Fabbrico, die Traktoren, Dienstleistungen und Ersatzteile entwickelt, produziert und vermarktet. Argo Tractors ist weltweit mit 10 Handelsniederlassungen sowie 130 Importeuren außerhalb Italiens präsent und befindet sich im Besitz der italienischen Familie Morra. Der Umsatz lag 2015 bei 461 Millionen Euro. Es werden etwa 1.600 Personen beschäftigt.
Das Traktorenprogramm der Gruppe umfasst den Leistungsbereich von 23 bis 310 PS. Die jährliche Produktionskapazität liegt nach Unternehmensangaben bei rund 22.000 Traktoren.

## Geschichte
1987 wurde Pegoraro, ein Hersteller von Bodenbearbeitungsmaschinen, übernommen.
1988 gründeten die beiden Brüder Valerio und Pierangelo Morra die Gesellschaft Argo SpA. Noch im selben Jahr erwarb Argo die Gesellschaft Fort in Luzzara, die landwirtschaftliche Maschinen produziert.
1994 übernahm Argo von Massey Ferguson das Traktorenunternehmen Landini S.p.A. Ein Jahr später verkündete Argo auch die Akquisition der Valpadana S.pA., Hersteller von Spezialtraktoren der unteren und mittleren Leistungsklasse.
Im Jahr 2000 wurde die italienische Laverda S.p.A. Teil des Argo-Konzerns, welche wiederum 2004 die Fella-Werke übernahm. Im darauffolgenden Jahr wurde die Übernahme von 50 % der Geschäftsanteile der Gallignani S.p.A. durch die Tochtergesellschaft Laverda bekannt. 2007 teilte Argo den Besitz von Laverda – und damit auch Fella – in einem 50-prozentigen Joint-Venture mit AGCO. Mit dieser Partnerschaft wurde der Schwerpunkt „Ernte“ gestärkt.
2001 übernahm Argo die Marke McCormick. Im Zuge der Fusion von New Holland und der Case Corporation zu CNH Global mussten diese aus wettbewerbsrechtlichen Gründen ihre Werke in Doncaster, England (Traktorenproduktion) sowie St. Dizier, Frankreich (Getriebeproduktion) mitsamt der Marke McCormick verkaufen. 2007 wurden Landini und McCormick unter ein Konzerndach gebracht: Es entstand die Argo Tractors S.p.A. In diesem Zuge wurde die Produktion der McCormick-Traktoren von Doncaster nach Fabbrico verlegt.
2010 verkaufte die Industriegruppe ihren Anteil an der Laverda S.p.A. an AGCO und konzentrierte sich damit auf Traktoren als Kerngeschäft.
Valpadana, bereits im Besitz von Argo, fusionierte 2011 mit der Argo Tractors S.p.A. wobei Produktion, Organisation und Vertrieb auf einen Standort verlegt wurden.
2017 wurde die Niederlassung in Spanien (Villamarciel) eröffnet. 2019 folgte ein neuer Vertriebsstandort in Frankreich (St. Dizier).
2020 gab Argo über die deutsche Tochtergesellschaft Argo GmbH den Neubau einer Vertriebszentrale in Deutschland bekannt. Im mittelfränkischen Burgoberbach soll für rund 4 Mio. Euro ein Landmaschinenzentrum entstehen, das unter anderem Vertriebsbüros, Werkstatt, Showroom zur Traktorenpräsentation, Ersatzteillager sowie Gebrauchtmaschinenabteilung beinhalten soll.

## Marken
Argo Tractors vertreibt weltweit unter folgenden Marken:
- Landini, Traktoren
- McCormick, Traktoren
- Valpadana, Kleintraktoren

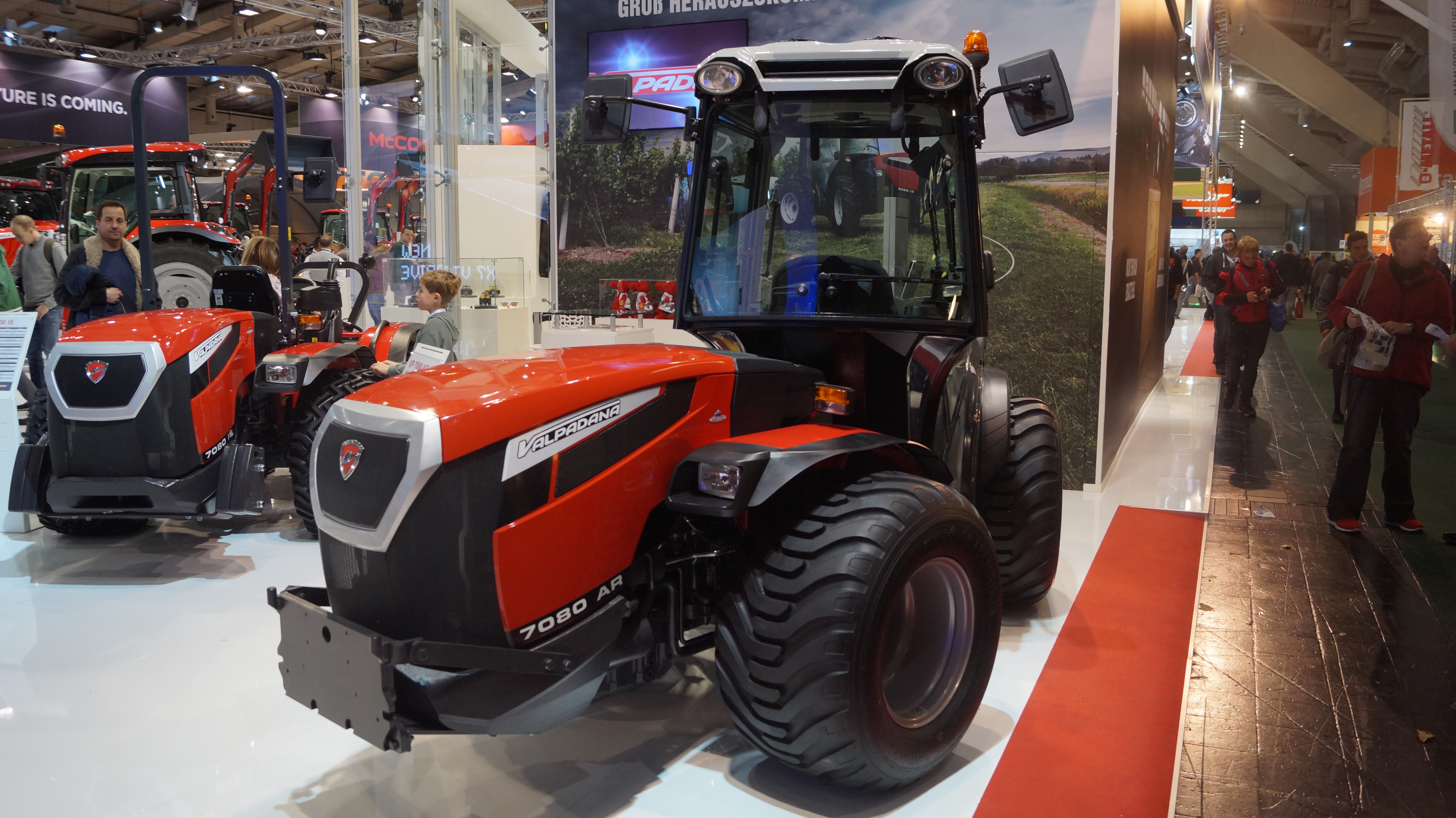
Valpadana Traktor

Daneben werden Traktoren von Argo Tractors auch mittels Badge-Engineering durch den brasilianischen Landmaschinenhersteller Stara und den argentinischen Landmaschinenhersteller Vassalli Fabril vertrieben. Die Traktoren von Stara basieren auf McCormick-Baureihen, während die Traktoren von Vassalli Fabril auf Baureihen von Landini basieren.

## Werke
Die Argo-Gruppe verfügt über fünf Produktionsstätten in Italien, in denen sich die Herstellung aller Traktoenbaureihen verteilt.
- Fabbrico, Italien – Zentrale und Traktorenproduktion
- Fabbrico, Italien – Kabinenproduktion
- San Martino in Rio, Italien – Traktorenproduktion
- San Martino in Rio, Italien – Stahlbearbeitung
- Luzzara, Italien – Traktoren- und Achsenproduktion

Der weltweite Vertrieb der Traktoren erfolgt durch zehn Handelsniederlassungen. Beispielsweise in Spanien, Italien, Frankreich, Deutschland, Südafrika, Brasilien, Mexiko und den USA verfügt Argo über eigene Vertriebsstandorte.